# شهاب جهاد علي
الفريق الطيار شهاب جاهد علي حمه خان قائد القوة الجوية العراقية ورئيس الهيئة الإدارية لنادي القوة الجوية العراقي لكرة القدم، شغل المنصب عام 2020 بعد إحالة الفريق الأول الركن الطيار أنور حمه أمين على التقاعد وكان برتبة لواء طيار ركن